# Metacyclops laticornis
Metacyclops laticornis – gatunek widłonoga z rodziny Cyclopidae. Opisał go w 1934 roku brytyjski biolog i nauczyciel Ashley Gordon Lowndes, nadając mu nazwę Cryptocyclops laticornis.